# 美國副總統配偶
美國副總統配偶是美国副总统的妻子或丈夫，依其性别而有美國第二夫人（英語：Second Lady of the United States, SLOTUS）或者美國第二先生（英語：Second Gentleman of the United States, SGOTUS）的非正式頭銜。現任美國副總統配偶為第50任副總統JD·萬斯的妻子乌莎·万斯，2025年1月20日就任，是美国历史上首位非白人的第二夫人，而第49任副總統賀錦麗的丈夫任德龙則是首位男性美國副總統配偶。

## 列表
下表列出美国历史上的副总统配偶。若其丈夫或妻子后来成为美国总统，其作为美国第一夫人的在任年份列在表中“第一夫人任期”一栏。
| 次序                                         | 图像                                         | 副总统配偶                                             | 出生日期                                     | 副总统与结婚日期                             | 任期                          | 逝世日期（终年）       | 第一夫人任期   |
| -------------------------------------------- | -------------------------------------------- | ------------------------------------------------------ | -------------------------------------------- | -------------------------------------------- | ----------------------------- | ---------------------- | -------------- |
| 1                                            |                                              | 艾碧該·亞當斯 （本姓史密斯）                           | 1744年11月11日                               | 约翰·亚当斯 1764年10月25日                   | 1789年4月21日－1797年3月4日   | 1818年10月28日（73歲） | 1797年－1801年 |
| 空缺；副总统托马斯·杰斐逊在此期间鳏居。      | 空缺；副总统托马斯·杰斐逊在此期间鳏居。      | 空缺；副总统托马斯·杰斐逊在此期间鳏居。                | 空缺；副总统托马斯·杰斐逊在此期间鳏居。      | 空缺；副总统托马斯·杰斐逊在此期间鳏居。      | 1797年3月4日－1801年3月4日    |                        |                |
| 空缺；副总统阿龙·伯尔在此期间鳏居。          | 空缺；副总统阿龙·伯尔在此期间鳏居。          | 空缺；副总统阿龙·伯尔在此期间鳏居。                    | 空缺；副总统阿龙·伯尔在此期间鳏居。          | 空缺；副总统阿龙·伯尔在此期间鳏居。          | 1801年3月4日－1805年3月4日    |                        |                |
| 空缺；副总统乔治·克林顿在此期间鳏居。        | 空缺；副总统乔治·克林顿在此期间鳏居。        | 空缺；副总统乔治·克林顿在此期间鳏居。                  | 空缺；副总统乔治·克林顿在此期间鳏居。        | 空缺；副总统乔治·克林顿在此期间鳏居。        | 1805年3月4日－1812年4月20日   |                        |                |
| 空缺；副总统缺任。                           | 空缺；副总统缺任。                           | 空缺；副总统缺任。                                     | 空缺；副总统缺任。                           | 空缺；副总统缺任。                           | 1812年4月20日－1813年3月4日   |                        |                |
| 2                                            |                                              | 安·格里 （本姓汤普森）                                 | 1763年8月12日                                | 埃尔布里奇·格里 1786年1月12日                | 1813年3月4日－1814年11月23日  | 1849年3月17日（85歲）  |                |
| 空缺；副总统缺任。                           | 空缺；副总统缺任。                           | 空缺；副总统缺任。                                     | 空缺；副总统缺任。                           | 空缺；副总统缺任。                           | 1814年11月23日－1817年3月4日  |                        |                |
| 3                                            |                                              | 汉娜·汤普金斯 （本姓Minthorne）                        | 1781年8月28日                                | 丹尼尔·D·汤普金斯 1797年                     | 1817年3月4日－1825年3月4日    | 1829年2月18日（47歲）  |                |
| 4                                            |                                              | 弗洛丽德·卡尔霍恩 （本姓卡尔霍恩）                     | 1792年2月15日                                | 约翰·C·卡尔霍恩 1811年1月8日                 | 1825年3月4日－1832年12月28日  | 1866年7月25日（74歲）  |                |
| 空缺；副总统缺任。                           | 空缺；副总统缺任。                           | 空缺；副总统缺任。                                     | 空缺；副总统缺任。                           | 空缺；副总统缺任。                           | 1832年12月28日－1833年3月4日  |                        |                |
| 空缺；副总统马丁·范布伦在此期间鳏居。        | 空缺；副总统马丁·范布伦在此期间鳏居。        | 空缺；副总统马丁·范布伦在此期间鳏居。                  | 空缺；副总统马丁·范布伦在此期间鳏居。        | 空缺；副总统马丁·范布伦在此期间鳏居。        | 1833年3月4日－1837年3月4日    |                        |                |
| 空缺；副总统理查德·门特·约翰逊在此期间未婚。 | 空缺；副总统理查德·门特·约翰逊在此期间未婚。 | 空缺；副总统理查德·门特·约翰逊在此期间未婚。           | 空缺；副总统理查德·门特·约翰逊在此期间未婚。 | 空缺；副总统理查德·门特·约翰逊在此期间未婚。 | 1837年3月4日－1841年3月4日    |                        |                |
| 5                                            |                                              | 莉提西娅·克里斯蒂安·泰勒 （本姓克里斯蒂安）            | 1790年11月12日                               | 约翰·泰勒 1813年3月                          | 1841年3月4日－1841年4月4日    | 1842年9月12日（51歲）  | 1841年－1842年 |
| 空缺；副总统缺任。                           | 空缺；副总统缺任。                           | 空缺；副总统缺任。                                     | 空缺；副总统缺任。                           | 空缺；副总统缺任。                           | 1841年4月4日－1845年3月4日    |                        |                |
| 6                                            |                                              | 索菲娅·达拉斯 （本姓尼克林）                           | 1798年6月24日                                | 乔治·M·达拉斯 1816年                         | 1845年3月4日－1849年3月4日    | 1869年1月11日（70歲）  |                |
| 7                                            |                                              | 阿比盖尔·菲尔莫尔 （本姓鲍威尔斯）                     | 1798年3月13日                                | 米勒德·菲尔莫尔 1826年2月5日                 | 1849年3月4日－1850年7月9日    | 1853年3月30日（55歲）  | 1850年－1853年 |
| 空缺；副总统缺任。                           | 空缺；副总统缺任。                           | 空缺；副总统缺任。                                     | 空缺；副总统缺任。                           | 空缺；副总统缺任。                           | 1850年7月9日－1853年3月4日    |                        |                |
| 空缺；副总统威廉·鲁福斯·金在此期间未婚。     | 空缺；副总统威廉·鲁福斯·金在此期间未婚。     | 空缺；副总统威廉·鲁福斯·金在此期间未婚。               | 空缺；副总统威廉·鲁福斯·金在此期间未婚。     | 空缺；副总统威廉·鲁福斯·金在此期间未婚。     | 1853年3月4日－1853年4月18日   |                        |                |
| 空缺；副总统缺任。                           | 空缺；副总统缺任。                           | 空缺；副总统缺任。                                     | 空缺；副总统缺任。                           | 空缺；副总统缺任。                           | 1853年4月18日－1857年3月4日   |                        |                |
| 8                                            |                                              | 玛丽·塞林·布尔奇·布雷肯里奇 （本姓塞林·布尔奇·罗德斯） | 1826年8月16日                                | 约翰·C·布雷肯里奇 1843年12月12日             | 1857年3月4日－1861年3月4日    | 1907年10月8日（81歲）  |                |
| 9                                            |                                              | 艾伦·哈姆林 （本姓艾默瑞）                             | 1835年9月14日                                | 汉尼巴尔·哈姆林 1855年                       | 1861年3月4日－1865年3月4日    | 1925年2月1日（89歲）   |                |
| 10                                           |                                              | 伊丽莎·麦卡德尔·约翰逊 （本姓麦卡德尔）                | 1810年10月4日                                | 安德鲁·约翰逊 1827年5月17日                  | 1865年3月4日－1865年4月15日   | 1876年1月15日（65歲）  | 1865年－1869年 |
| 空缺；副总统缺任。                           | 空缺；副总统缺任。                           | 空缺；副总统缺任。                                     | 空缺；副总统缺任。                           | 空缺；副总统缺任。                           | 1865年4月15日－1869年3月4日   |                        |                |
| 11                                           |                                              | 艾伦·玛丽亚·科尔法克斯 （本姓韦德）                    | 1836年7月26日                                | 斯凯勒·科尔法克斯 1868年11月18日             | 1869年3月4日－1873年3月4日    | 1911年3月4日（74歲）   |                |
| 空缺；副总统亨利·威尔逊在此期间鳏居。        | 空缺；副总统亨利·威尔逊在此期间鳏居。        | 空缺；副总统亨利·威尔逊在此期间鳏居。                  | 空缺；副总统亨利·威尔逊在此期间鳏居。        | 空缺；副总统亨利·威尔逊在此期间鳏居。        | 1873年3月4日－1875年11月12日  |                        |                |
| 空缺；副总统缺任。                           | 空缺；副总统缺任。                           | 空缺；副总统缺任。                                     | 空缺；副总统缺任。                           | 空缺；副总统缺任。                           | 1875年11月12日－1877年3月4日  |                        |                |
| 空缺；副总统威廉·A·惠勒在此期间鳏居。        | 空缺；副总统威廉·A·惠勒在此期间鳏居。        | 空缺；副总统威廉·A·惠勒在此期间鳏居。                  | 空缺；副总统威廉·A·惠勒在此期间鳏居。        | 空缺；副总统威廉·A·惠勒在此期间鳏居。        | 1877年3月4日－1881年3月4日    |                        |                |
| 空缺；副总统切斯特·A·阿瑟在此期间鳏居。      | 空缺；副总统切斯特·A·阿瑟在此期间鳏居。      | 空缺；副总统切斯特·A·阿瑟在此期间鳏居。                | 空缺；副总统切斯特·A·阿瑟在此期间鳏居。      | 空缺；副总统切斯特·A·阿瑟在此期间鳏居。      | 1881年3月4日－1881年9月19日   |                        |                |
| 空缺；副总统缺任。                           | 空缺；副总统缺任。                           | 空缺；副总统缺任。                                     | 空缺；副总统缺任。                           | 空缺；副总统缺任。                           | 1881年9月19日－1885年3月4日   |                        |                |
| 12                                           |                                              | 伊莱莎·亨德里克斯 （本姓摩根）                         | 1823年11月23日                               | 托马斯·A·亨德里克斯 1845年                   | 1885年3月4日－1885年11月25日  | 1903年1月3日（79歲）   |                |
| 空缺；副总统缺任。                           | 空缺；副总统缺任。                           | 空缺；副总统缺任。                                     | 空缺；副总统缺任。                           | 空缺；副总统缺任。                           | 1885年11月25日－1889年3月4日  |                        |                |
| 13                                           |                                              | 安娜·莫顿 （本姓斯特里特）                             | 1846年5月18日                                | 利瓦伊·P·莫顿 1873年                         | 1889年3月4日－1893年3月4日    | 1918年8月14日（72歲）  |                |
| 14                                           |                                              | 莉提西娅·史蒂文森 （本姓格林）                         | 1843年1月8日                                 | 阿德莱·E·史蒂文森 1866年                     | 1893年3月4日－1897年3月4日    | 1913年12月25日（70歲） |                |
| 15                                           |                                              | 詹妮·塔图·霍巴特 （本姓塔图）                          | 1849年4月30日                                | 加勒特·A·霍巴特 1869年7月21日                | 1897年3月4日－1899年11月21日  | 1941年1月8日（91歲）   |                |
| 空缺；副总统缺任。                           | 空缺；副总统缺任。                           | 空缺；副总统缺任。                                     | 空缺；副总统缺任。                           | 空缺；副总统缺任。                           | 1899年11月21日－1901年3月4日  |                        |                |
| 16                                           |                                              | 伊迪斯·罗斯福 （本姓卡劳）                             | 1861年8月6日                                 | 西奥多·罗斯福 1886年12月2日                  | 1901年3月4日－1901年9月14日   | 1948年9月30日（87歲）  | 1901年－1909年 |
| 空缺；副总统缺任。                           | 空缺；副总统缺任。                           | 空缺；副总统缺任。                                     | 空缺；副总统缺任。                           | 空缺；副总统缺任。                           | 1901年9月14日－1905年3月4日   |                        |                |
| 17                                           |                                              | 科尼莉亚·科尔·费尔班克斯 （本姓科尔）                  | 1852年1月                                    | 查尔斯·W·费尔班克斯 1874年10月6日            | 1905年3月4日－1909年3月4日    | 1913年10月25日（61歲） |                |
| 18                                           |                                              | 凯莉·巴布考克·舍曼 （本姓巴布考克）                    | 1856年11月16日                               | 詹姆斯·S·舍曼 1881年1月26日                  | 1909年3月4日－1912年10月30日  | 1931年10月6日（74歲）  |                |
| 空缺；副总统缺任。                           | 空缺；副总统缺任。                           | 空缺；副总统缺任。                                     | 空缺；副总统缺任。                           | 空缺；副总统缺任。                           | 1912年10月30日－1913年3月4日  |                        |                |
| 19                                           |                                              | 路易丝·艾琳·马歇尔 （本姓金赛）                        | 1873年5月9日                                 | 托马斯·R·马歇尔 1895年10月2日                | 1913年3月4日－1921年3月4日    | 1958年1月6日（84歲）   |                |
| 20                                           |                                              | 格雷丝·柯立芝 （本姓古德修）                           | 1879年1月3日                                 | 卡尔文·柯立芝 1905年10月4日                  | 1921年3月4日－1923年8月2日    | 1957年7月8日（78歲）   | 1923年－1929年 |
| 空缺；副总统缺任。                           | 空缺；副总统缺任。                           | 空缺；副总统缺任。                                     | 空缺；副总统缺任。                           | 空缺；副总统缺任。                           | 1923年8月2日－1925年3月4日    |                        |                |
| 21                                           |                                              | 卡萝·道斯 （本姓布莱梅尔）                             | 1866年1月6日                                 | 查尔斯·G·道斯 1889年                         | 1925年3月4日－1929年3月4日    | 1957年10月3日（91歲）  |                |
| 空缺；副总统查尔斯·柯蒂斯在此期间鳏居。      | 空缺；副总统查尔斯·柯蒂斯在此期间鳏居。      | 空缺；副总统查尔斯·柯蒂斯在此期间鳏居。                | 空缺；副总统查尔斯·柯蒂斯在此期间鳏居。      | 空缺；副总统查尔斯·柯蒂斯在此期间鳏居。      | 1929年3月4日－1933年3月4日    |                        |                |
| 22                                           |                                              | 玛丽亚特·莱纳·加纳 （本姓莱纳）                        | 1869年7月17日                                | 约翰·N·加纳 1895年11月25日                   | 1933年3月4日－1941年1月20日   | 1948年8月17日（79歲）  |                |
| 23                                           |                                              | 伊洛·华莱士 （本姓布朗尼）                             | 1888年3月10日                                | 亨利·A·华莱士 1914年5月20日                  | 1941年1月20日－1945年1月20日  | 1981年2月22日（92歲）  |                |
| 24                                           |                                              | 贝丝·杜鲁门 （本姓华莱士）                             | 1885年2月13日                                | 哈利·S·杜鲁门 1919年6月28日                  | 1945年1月20日－1945年4月12日  | 1982年10月18日（97歲） | 1945年－1953年 |
| 空缺；副总统缺任。                           | 空缺；副总统缺任。                           | 空缺；副总统缺任。                                     | 空缺；副总统缺任。                           | 空缺；副总统缺任。                           | 1945年4月12日－1949年1月20日  |                        |                |
| 空缺；副总统艾尔本·W·巴克利在此期间鳏居。    | 空缺；副总统艾尔本·W·巴克利在此期间鳏居。    | 空缺；副总统艾尔本·W·巴克利在此期间鳏居。              | 空缺；副总统艾尔本·W·巴克利在此期间鳏居。    | 空缺；副总统艾尔本·W·巴克利在此期间鳏居。    | 1949年1月20日－1949年11月18日 |                        |                |
| 25                                           |                                              | 简·海德利·巴克利 （本姓拉克尔）                        | 1911年9月23日                                | 艾尔本·W·巴克利 1949年11月18日               | 1949年11月18日－1953年1月20日 | 1964年9月6日（52歲）   |                |
| 26                                           |                                              | 帕特·尼克松 （本姓瑞安）                               | 1912年3月16日                                | 理查德·尼克松 1940年6月21日                  | 1953年1月20日－1961年1月20日  | 1993年6月22日（81歲）  | 1969年－1974年 |
| 27                                           |                                              | 小瓢蟲·約翰遜 （本姓泰勒）                             | 1912年12月22日                               | 林登·约翰逊 1934年11月17日                   | 1961年1月20日－1963年11月22日 | 2007年7月11日（94歲）  | 1963年－1969年 |
| 空缺；副总统缺任。                           | 空缺；副总统缺任。                           | 空缺；副总统缺任。                                     | 空缺；副总统缺任。                           | 空缺；副总统缺任。                           | 1963年11月22日－1965年1月20日 |                        |                |
| 28                                           |                                              | 莫丽尔·汉弗莱·布朗 （本姓巴克，后改为布朗）            | 1912年2月20日                                | 休伯特·汉弗莱 1936年9月3日                   | 1965年1月20日－1969年1月20日  | 1998年9月20日（86歲）  |                |
| 29                                           |                                              | 朱蒂·阿格纽 （本姓裘德芬德）                           | 1921年4月23日                                | 斯皮罗·阿格纽 1942年5月27日                  | 1969年1月20日－1973年10月10日 | 2012年6月20日（91歲）  |                |
| 空缺；副总统缺任。                           | 空缺；副总统缺任。                           | 空缺；副总统缺任。                                     | 空缺；副总统缺任。                           | 空缺；副总统缺任。                           | 1973年10月10日－1973年12月6日 |                        |                |
| 30                                           |                                              | 贝蒂·福特 （本姓布鲁姆尔）                             | 1918年4月8日                                 | 杰拉尔德·福特 1948年10月15日                 | 1973年12月6日－1974年8月9日   | 2011年7月8日（93歲）   | 1974年－1977年 |
| 空缺；副总统缺任。                           | 空缺；副总统缺任。                           | 空缺；副总统缺任。                                     | 空缺；副总统缺任。                           | 空缺；副总统缺任。                           | 1974年8月9日－1974年12月19日  |                        |                |
| 31                                           |                                              | 幸福·洛克菲勒 （本姓菲特勒）                           | 1926年6月6日                                 | 纳尔逊·洛克菲勒 1963年5月4日                 | 1974年12月19日－1977年1月20日 | 2015年5月19日（88歲）  |                |
| 32                                           |                                              | 乔安·孟岱尔 （本姓亚当斯）                             | 1930年8月8日                                 | 沃尔特·蒙代尔 1955年12月27日                 | 1977年1月20日－1981年1月20日  | 2014年2月3日（83歲）   |                |
| 33                                           |                                              | 芭芭拉·布什 （本姓皮尔斯）                             | 1925年6月8日                                 | 乔治·H·W·布什 1945年1月6日                   | 1981年1月20日－1989年1月20日  | 2018年4月17日（92歲）  | 1989年－1993年 |
| 34                                           |                                              | 玛莉莲·奎尔 （本姓塔克尔）                             | 1949年7月29日                                | 丹·奎尔 1972年11月18日                       | 1989年1月20日－1993年1月20日  | 在世                   |                |
| 35                                           |                                              | 蒂珀·戈尔 （本姓艾彻森）                               | 1948年8月19日                                | 艾伯特·戈尔 1970年5月19日                    | 1993年1月20日－2001年1月20日  | 在世                   |                |
| 36                                           |                                              | 琳恩·切尼 （本姓文森特）                               | 1941年8月14日                                | 迪克·切尼 1964年8月29日                      | 2001年1月20日－2009年1月20日  | 在世                   |                |
| 37                                           |                                              | 吉尔·拜登 （本姓雅各布斯）                             | 1951年6月5日                                 | 乔·拜登 1977年6月17日                        | 2009年1月20日－2017年1月20日  | 在世                   | 2021年－2025年 |
| 38                                           |                                              | 凱倫·彭斯 （本姓柏藤）                                 | 1958年11月18日                               | 迈克·彭斯 1985年6月8日                       | 2017年1月20日－2021年1月20日  | 在世                   |                |
| 39                                           |                                              | 任德龙（其妻子沒有隨夫姓）                             | 1964年10月13日                               | 賀錦麗 2014年6月8日                          | 2021年1月20日－2025年1月20日  | 在世                   |                |
| 40                                           |                                              | 乌莎·万斯（本姓巴臘）                                  | 1986年1月6日                                 | JD·萬斯 2014年                               | 2025年1月20日－現任           | 在世                   |                |

## 外部連結
- . Vice Presidents.com.   [October 7, 2005]. （原始内容存档于2005年9月1日）. － List of the wives of Vice Presidents
- .   [2011-05-21]. （原始内容存档于2011-06-23）.